# The Revenant Choir
「The Revenant Choir」（ザ・レヴェナント・クワイア）は、Versaillesのインディーズ1枚目のシングル。2007年6月21日にSherow Artist Societyから発売された。

## 解説
Versaillesの記念すべきデビューシングル。SHOXX誌上においてデジタル写真集とセットで読者限定販売された。同年9月10日に販売終了。6月23日の男性限定ショーケースでも当日限定シングルとしてリリースされた。
冒頭はLeah Riegleによるモノローグとインストで、1分35秒頃に曲自体が始まる。演奏時間は8分40秒強にも及び、シングル曲としては2012年現在最長である。カップリングには各パートの練習用トラックが収録されており、冒頭のモノローグはカットされている。
4か月後にリリースされたミニアルバム『Lyrical Sympathy』への収録は見送られ、今作発売から1年以上経過した2008年7月に『NOBLE -Vampire's Chronicle-』へ収録された。その際には冒頭のモノローグはカットされ、7分ほどに編集されたアルバムヴァージョンとして収録された。
KAMIJOは今までの人生の中でこれほどの作品は作れたことがなく、こんなものを作って次はどうするのかという不安があると語った。また、「良い意味で裏切る」のではなく「究極の期待通り」であるとも語った。

## 収録曲
1. The Revenant Choir [8:43]
  - 作詞:KAMIJO／作曲:Versailles
2. The Revenant Choir -Vocal Lesson- [6:24]
3. The Revenant Choir -Bass Lesson- [6:24]
4. The Revenant Choir -Drum Lesson- [6:27]
5. The Revenant Choir -Guitar Lesson- [6:23]

## 収録作品
- NOBLE（#9）